# Imreffi János
Imreffi János (1559-1560 k. – Brassó mellett, 1611. július 9.) erdélyi kancellár.

## Élete
Régi nemesi családból származott, Imreffi Mihály budai várkapitány unokája volt. Apja Imreffi János, anyja a vagyonos Gimesi Forgách Margit volt. Anyai örökségül Diószeget kapta meg. az 1590-es évek elején feleségül vette Iffju János erdélyi fejedelmi tanácsúr és Majlát Margit leányát, Iffju Katát. Ezzel a házassággal rokonságba került a somlyai Báthori-családdal, mivel felesége féltestvére volt Báthory Boldizsárnak, Báthory Istvánnak (Báthory Gábor apjának) és Báthory András bíborosnak, egyúttal feleségével megkapta Alvincet is.
1593-ban Báthory Zsigmond fejedelem követeként Teuffenbach kassai főkapitánynál járt. Arra nézve nincsenek közvetlen adatok, mikor került Bocskai István kassai udvarába, de valószínűsíthetően 1605. január–február táján, amikor Báthori István fiát, a tizenöt éves Báthory Gábort kísérte el. Tagja lett Bocskai fejedelmi tanácsának, és 1605 nyarán már a hadsereg fő fizetőmesteri tisztségét is betöltötte. Ugyanebben az évben Lippára ment Bocskai István egyik csapatával a fellázadt rác katonaság megfékezésére.
Sikerrel működött közre Báthory Gábor fejedelemmé választásában, majd ennek uralkodása alatt (1608-13) fontos szerepet játszott a fejedelem tanácsadójaként. 1608-ban ő és Kornis Zsigmond Kassán tárgyalásokat folytattak Illésházy István nádorral, melynek eredményeképpen Báthory Gábor beleegyezett a bécsi béke feltételeibe, cserébe a fejedelmi méltóságban való megerősítésért.
1611. június végén Báthory Gábor kétszáz lovassal Brassóba küldte, de a polgárok nem engedték be a városba. A város melletti csatában halt meg, július 9-én.

## Az irodalomban
Alakja megjelenik Móricz Zsigmond Erdély-trilógiájának első részében. A regény szerint Imreffi azért lett kancellár, mert felesége Báthory Gábor fejedelem szeretője volt. Bethlen Gábor „csaló, alávaló hazug”ként jellemzi, aki „irigyen és morogva szűköl... gyáván, de ellenségesen.” Kornis Boldizsár szerint pedig „irgalmatlan lator”. A valóságtól eltérően Móricz regényében Imreffi csak 1612-ben esik el (igaz, szintén Brassó mellett).